# Borišići
Borišići (en serbe cyrillique : Боришићи) est un village du nord du Monténégro, dans la municipalité de Pljevlja.

## Démographie

### Évolution historique de la population
| 1948 | 1953 | 1961 | 1971 | 1981 | 1991 | 2003 |
| ---- | ---- | ---- | ---- | ---- | ---- | ---- |
| 70   | 104  | 101  | 80   | 59   | 49   | 37   |